# Oum Ali
Oum Ali là một đô thị thuộc tỉnh Tébessa, Algérie. Dân số thời điểm năm 2002 là 2.985 người.